# الخبز أرزي
الخُبز أَرزي أو الخبزرزي هو نصر بن أحمد بن نصر بن مأمون البصري أبو القاسم توفي 317 هـ / 939 م شاعر غزل عباسي، علت له شهرة. يعرف بالخبز أرزي، وكان أمياً، يخبز خبز الأرز بمربد البصرة في دكان، وينشد أشعاره في الغزل، والناس يزدحمون عليه ويتعجبون من حاله. وكان (ابن لنكك) الشاعر ينتاب دكانه ليسمع شعره، واعتنى به وجمع له (ديواناً). ثم انتقل إلى بغداد، فسكنها مدة، وقرأ عليه ديوانه، وأخباره كثيرة طريفة.
وجاء في «وفيات الأعيان» لابن خلكان: هو أبو القاسم نصر بن أحمد بن نصر بن مأمون البصري، المعروف بالخبزأرزي الشاعر المشهور؛ كان أمياً لا يتهجى ولا يكتب، وكان يخبز خبز الأرز بمربد البصرة في دكان، وكان ينشد أشعاره المقصورة على الغزل والناس يزدحمون عليه ويتطرفون باستماع شعره ويتعجبون من حاله وأمره، وكان أبو الحسين محمد بن محمد المعروف بابن لنكك، البصري الشاعر المشهور- مع علو قدره عندهم - ينتاب دكانه ليسمع شعره، واعتنى به، وجمع له ديواناً، وكان نصر المذكور قد وصل إلى بغداد وأقام بها دهراً طويلاً.
وذكره الخطيب في تاريخه وقال: قرأ عليه ديوانه، وروى عنه مقطعات من شعره المعافى بن زكريا الجريري، وأحمد بن منصور بن محمد بن خاتم النوشري، وعد جماعة رووا عنه.
وذكر الخطيب في «تاريخ بغداد» ما مثاله: حكى أبو محمد عبد الله بن محمد الأكفاني النصري، قال: خرجت مع عمي أبي عبد الله الأكفاني الشاعر وأبي الحسين ابن لنكك وأبي عبد الله المفجع وأبي الحسن السباك، في بطالة عيد، وأنا يومئذ صبي أصحبهم، فمشوا حتى انتهوا إلى نصر بن أحمد الخبرأرزي، وهو جالس يخبر على طابقه، فجلست الجماعة عنده يهنونه بالعيد ويتعرفون خبره، وهو يوقد السعف تحت الطابق، فزاد في الوقود فدخنهم، فنهضت الجماعة عند تزايد الدخان، فقال نصر بن أحمد لأبي الحسن ابن لنكك: متى أراك يا أبا الحسين؟ فقال له أبو الحسين: إذا اتسخت ثيابي، وكانت ثيابه يومئذ جدداً على أنقى ما يكون من البياض للتجمل بها في العيد، فمشينا في سكة بني سمرة، حتى انتهينا إلى دار أبي أحمد ابن المثنى، فجلس أبو الحسين ابن لبكك، قال: يا أصحابنا إن نصراً لا يخلي هذا المجلس الذي مضى لنا معه من شيء يقوله فيه، ويجب أن نبدأه قبل أن يبدأنا، واستدعى دواة وكتب:
وأنفذ الأبيات إلى نصر، فأملى جوابها، فقرأناه فإذا هو قد أجاب:
وحكى أبو بكر محمد وأبو عثمان سعيد ابنا هاشم الخالديان الشاعران المشهوران في كتاب «الهدايا والتحف» أن الخبرأرزي أهدى إلى ابن يزداد والي البصرة فصاً وكتب معه:
أهديت ما لو أن أضعافه
مطرحٌ عندك ما بـانـا
كمثل بلقيس التي لم يبـن
إهداؤها عند سليمـانـا
هذا امتحانٌ لك إن ترضه
بان لنا أنـك رضـانـا
والشيء بالشيء يذكر- وجدت في هذا الكتاب نادرة طريقة فأحببت ذكرها، وهي: كان بأصبهان رجل حسن النعمة واسع النفس كامل المروءة يقال له سماك بن النعمان، وكان يهوى مغنية من أهل أصبهان لها قدر ومعنى تعرف بأم عمرو. فلإفراط حبه إياها وصبابته بها وهبها عدةً من ضياعه، وكتب عليه بذلك كتباً، وحمل الكتب إليها على بغل، فشاع الخبر بذلك، وتحث الناس به واستعظموه؛ وكان بأصبهان رجل متخلف بين الركاكة يهوى مغنية أخرى فلما اتصل به ذلك ظن بجهله وقلة عقله أن سماكاً أهدى إلى أم عمرو جلوداً بيضاً لا كتابة فيها، وأن هذا من الهدايا التي تستحسن ويجل موقعها عند من تهدى إليه، فاتباع جلوداً كثيرة، وحملها على بغلين لتكون هديته ضعف هدية سماك، وأنفذها إلى التي يحب، فلما وصلت الجلود إليها ووقفت على الخبر فيها تغظيت عليه، وكتبت إليه رقعة تشتمه وتحلف أنها لا تكلمه أبداً، وسألت بعض الشعراء أن يعمل أبياتاً في هذا المعنى لتودعها الرقعة، ففعل، وكانت الأبيات:
لا عاد طوعك من عصاكا
وحرمت من وصلٍ مناكا
فلقد فضحت العاشـقـي
ن بقبح ما فعلت يداكـا
أرأيت من يهدي الجـلـو
د إلى عشيقته سـواكـا
وأظـن أنـك رمـت أن
تحكي بفعلك ذا سماكـا
ذاك الذي أهدي الـضـيا
ع لأم عمرو والصكاكـا
فبعثت مـنـتـنةً كـأن
ك قد مسحت بهن فاكـا
من لي بقربـك يا رقـي
ع ولست أهوى أن أراكا
لكن لـعـلـي أن أقـط
ع ما بعثت على قفاكـا
ونقلت من هذا الكتاب أيضاً أن اللبادي الشاعر خرج من بعض مدن أذربيجان يريد أخرى، وتحته مهر له رائع، وكانت السنة مجدبة، فضمه الطريق وغلاماً حدثاً على حمار له، قال: فحادثته فرأيته أديباً راوية للشعر، خفيف الروح حاضر الجواب جيدة الحجة، فسرنا بقية يومنا، فأمسيا إلى خان على ظهر الطريق فطلبت من صاحبه شيئاً نأكله، فامتنع أن يكون عنده شيء، فرفقت به إلى أن جاءني برغيفين، فأخذت واحداً ودفعت إلى ذلك الغلام الآخر، وكان غمي على المهر أن يبيت بغير علف أعظم من غمي على نفسي، فسألت صاحب الخان عن الشعير فقال: ما أقدر منه على حبة واحدة، فقلت: فاطلب لي، وجعلت له جعيلة على ذلك، فمضى وجاءني بعد طويل وقال: قد وجدت مكوكين عند رجل حلف بالطلاق أنه لا ينقصهما عن مائة درهم، فقلت: ما بعد يمين الطلاق كلام، فدفعت إليه خمسين درهم، فجاءني بمكوك، فعلقته على دابتي وجلست أحادث الفتى، وحماره واقف بغير علف، فأطرق ملياً ثم قال: تسمع، أيدك الله، أبياتاً حضرت الساعة؟ فقلت: هاتها، فأنشد:
يا سيد شعري نفياية شـعـركـا
فلذاك نظمي ما يقوم بنـثـركـا
وقد ابنسطت إليك في إنشـاد مـا
هو في الحقيقة قطرة من بحركا
آنستني وسررتني وبـررتـنـي
وجعلت أمري من مقدم أمركـا
وأريد أذكر حاجة إن تقـضـهـا
أك عبد مدحك ما حييت وشكركا
أنا في ضيافتك العيشة ها هـنـا
فاجعل حماري في ضيافة مهركا
فضحكت واعتذرت إليه من إغفالي أمر حماره، وابتعت المكوك الآخر بخمسين درهماً، ودفعته إليه.
وبالجملة فقد خرجنا عن المقصود.
وتوفي سنة عشرة وثلثمائة، وتاريخ وفاته فيه نظر، لأن الخطيب ذكر في تاريخه أن أحمد ابن منصور النوشري المذكور سمع منه سنة خمس وعشرين وثلثمائة«لكن نقلت تاريخ وفاته على هذه الصورة من تاريخ ابن أزرق الفارقي، والله أعلم».